# Młodzik
Młodzik – w ZHP, ZHR i SH pierwszy męski stopień harcerski. W SHK Zawisza nie występuje. W zależności od tradycji środowiska jego zdobycie może być związane z dopuszczeniem do złożenia Przyrzeczenia Harcerskiego. Przeznaczony dla harcerzy w wieku 10-13 lat. Oznaczeniem stopnia jest oksydowany krzyż harcerski (ZHR, kiedyś również w ZHP) lub jedna belka na pagonie (ZHP).

## W ZHP
Wyższym stopniem jest Wywiadowca.

### Idea stopnia
Z ochotą poznaję smak harcerskiej przygody. W swoim postępowaniu kieruję się Prawem Harcerskim. Pamiętam o codziennym dobrym uczynku. Chętnie zdobywam nowe wiadomości i umiejętności przydatne w zastępie, drużynie, domu i szkole. Jest zaradny, dzielny i pogodny.

### Wymagania do otworzenia próby
Do próby może przystąpić harcerz, który:
- złożył przyrzeczenie harcerskie
- aktywnie uczestniczy w życiu zastępu i drużyny

### Czas próby
6-9 miesięcy

### Wymagania stopnia

#### I. Praca nad sobą
1. Staram się postępować zgodnie z Prawem Harcerskim.
2. W każdym widzę bliźniego. Dostrzegam potrzeby bliźnich, wyrażam to przez spełnianie dobrych uczynków.
3. Mam swoją ulubioną książkę. Korzystam z biblioteki.
4. Mam swoje hobby, zaprezentowałem je w zastępie, drużynie.

#### II. Życie rodzinne
1. Mam stały obowiązek domowy i wywiązuję się z niego.
2. Znam daty świąt rodzinnych (imieniny, urodziny, rocznice) i pamiętam o nich.
3. Dziele się z rodzicami moimi radościami i niepowodzeniami.

#### III. Zaradność życiowa
1. Noszę mundur zgodny z regulaminem obowiązującym w ZHP.
2. Zaoszczędziłam/em niedużą sumę pieniędzy i wydałam/em ją na zaplanowany wcześniej cel.
3. Znam okolice swego domu i szkoły. Wiem, gdzie jest przychodnia lekarska, apteka, poczta, posterunek policji, dworzec autobusowy i dworzec kolejowy. Potrafię wskazać drogę do tych miejsc.
4. Dbam o własny wygląd i czystość, utrzymuję porządek wokół siebie. Przyszyłam/em guzik, plakietkę do munduru.
5. Systematycznie uczestniczę w zajęciach ruchowych (np. gimnastyka, gra w piłkę, jazda na rowerze, aerobik, jazda na rolkach).
6. Dbam o higienę osobistą i zapobiegam przeziębieniom, odpowiednio się ubierając.

#### IV. Wiedza harcerska
1. Wiem, kiedy powstał skauting, kto był jego twórcą oraz kto tworzył harcerstwo na ziemiach polskich. Wiem, czym wsławiły się Szare Szeregi.
2. Wiem, kto jest bohaterem mojej drużyny (szczepu).
3. Potrafię zachować się w kręgu i podczas ogniska. Znam zwyczaje i obrzędy mojego zastępu i drużyny.
4. Wiem, jak oznacza się funkcje pełnione w zastępie, drużynie, szczepie.
5. Znam podstawy musztry harcerskiej. Stanę w postawie zasadniczej i swobodnej, wykonam zwroty. Ustawię się na zbiórce, zachowam się w szyku i zamelduję się. Odpowiednio zachowam się podczas hymnu i wobec sztandaru.
6. Mam śpiewnik harcerski. Znam przynajmniej 5 piosenek harcerskich i pląsów.

#### V. Techniki harcerskie
1. Umiem zaradzić w przypadku skaleczenia, otarcia nogi, zachłyśnięcia, niewielkiego oparzenia i stłuczenia, krwotoku z nosa, użądlenia przez pszczołę lub osę. Odpowiednio wykorzystuję dostępne środki opatrunkowe. Znam prawidłową temperaturę człowieka i potrafię ją zmierzyć. Znam numery telefonów pogotowia ratunkowego, policji, straży pożarnej oraz ogólnopolski numer alarmowy. Wiem, jak wezwać, pomoc w nagłym wypadku.
2. Uczestniczyłem w grze terenowej. Wyznaczyłem strony świata za pomocą słońca, przedmiotów terenowych i busoli. Dotarłem do wyznaczonego miejsca po znakach patrolowych.
3. Uczestniczyłam/em w wycieczce, przygotowałam/em swój ekwipunek wycieczkowy, odpowiedni do warunków atmosferycznych i terenowych. Potrafię bezpiecznie poruszać się po drodze (samodzielnie i w grupie).
4. Rozstawiłem namiot turystyczny, ułożyłem i rozpaliłem bezpiecznie ognisko. Znam trzy węzły.
5. Byłam/em z zastępem lub drużyną na wycieczce w lesie. Umiem się w nim zachować. Rozpoznałem po sylwetce i liściach 5 drzew.
6. Zaopiekowałem się zwierzęciem lub rośliną.
7. Znam co najmniej dwa sposoby szyfrowania wiadomości.

#### VI. Postawa obywatelska
1. Znam historię godła i barw narodowych. Wiem, co oznaczają i potrafię się wobec nich zachować. Zaśpiewam hymn państwowy.
2. Odszukam na mapie Polski miejsca, które dotąd odwiedziłem lub chciałbym odwiedzić.
3. Wyrobiłem w sobie pożyteczne domowe nawyki ekologiczne.

W okresie próby uczestniczyłem w realizacji przynajmniej dwóch zespołowych zastępu. Zdobyłem w czasie próby min. 2 sprawności.
Próbę można poszerzyć o dodatkowe wymagania przyjęte w środowisku.

## Idea stopnia w ZHR
Wyższym stopniem jest Wywiadowca.
W życiu codziennym stara się być coraz lepszym. Zdobywając nową wiedzę i umiejętności staje się samodzielny i zaradny, potrafi poradzić sobie w lesie, w czasie gier i wędrówek, posiada podstawowe umiejętności samarytańskie, czyta mapę i posługuje się środkami łączności. W potrzebie można na niego liczyć, razem z przyjaciółmi z zastępu szuka osób potrzebujących, by służyć im pomocą. Odróżnia dobro i zło, postępuje według wskazań wiary, stara się być wierny Prawu Harcerskiemu. Rodzina ma w nim wsparcie, a koleżanki obrońcę. Poznaje najnowszą historię Polski i zaczyna rozumieć jej współczesność, poszerza swoje horyzonty i rozpoznaje talenty. Jest sprawny fizycznie, zawsze schludny i czysty.

## Idea stopnia w SH
Młodzik stara się postępować zgodnie z Prawem Harcerskim, jest samodzielny i zaradny, w życiu domowym nie potrzebuje obsługi.